# Mestres do Terror
Mestres do Terror é uma revista em quadrinhos do gênero terror brasileira. Circulou originalmente entre 1981 a 1993. Era publicada pela Editora D-Arte do editor Rodolfo Zalla. Foi cancelada em 1993 junto com Calafrio pela D-Arte. Sendo considerada até hoje uma das publicações mais duradouras do gênero terror no Brasil.
Em 2015, a revista voltou a ser publicada pela editora Ink&Blood Comics, selo da Editora Cultura & Quadrinhos, que também retomou as publicações das revistas Calafrio, Spektro, Terror Negro e o faroeste Chet.

## Informações
- Período de circulação: 1981-1993
- Total de edições: 62 + 4 edições especiais
- Preço: variável

## Autores
- Rodolfo Zalla
- Eugênio Colonnese
- Jayme Cortez
- Flavio Colin
- Mozart Couto
- Luiz Antônio Sampaio